# 果姓
果姓是中国的一个罕见姓氏，家谱记载最早在明朝时期，果姓在明末清初分两个支派，一支北上东北，一支去唐山地区。